# Antun Gustav Matoš
Antun Gustav Matoš (13. dubna 1875, Tovarnik – 17. března 1914, Záhřeb) byl chorvatský spisovatel moderny.
V roce 1892 vydal povídku Moć savjesti, kterou chorvatská literární tvorba vstoupila do éry moderny. Byl autor celé řady povídek, které vycházely ve sbírkách – Iverje (1899), Novo iverje (1900), Umorne priče (1909). Kromě toho napsal také i řadu cestopisů, esejí a fejetonů.
Matoš nebyl úspěšný student (nedokončil studia ve Vídni). V roce 1893 musel nastoupit do armády, avšak ani ne o rok později zběhl, za což se musel skrývat. Po několik let se mu novou vlastí stalo Srbsku.
Žil několikrát v Bělehradu, kde se věnoval literární kritice. Znal se velmi dobře s tehdejšími srbskými spisovateli, především s realisty, mezi které patřili Stevan Sremac, Milovan Glišić, či Jovan Veselinović. Poznal tamní bohémský život; psal hudební a divadelní kritiky. Občas žil ve velmi těžkých poměrech a živil se různými způsoby. Znal se rovněž i se srbskými modernisty (Sima Pandurović, Vladislav Petković Dis, Isidora Sekulić). Byl ostrým protivníkem a kritikem Jovana Skerliće v jeho akademické práci, která se věnovala srbské literatuře 19. století.
Jako první z chorvatských spisovatelů poznal důvěrně západoevropské prostředí. Strávil pět let v Paříži, kde se živil mimo jiné i jako novinář. Po návratu do chorvatských zemí byla jeho tvorba jasně ovlivněna proudy tehdejší moderny, převážně impresionismem a symbolismem.[zdroj?] Právě během svého pobytu ve Francii se začal věnovat i básnictví; první svoji báseň sepsal v roce 1906. Matošova básnická tvorba nese rysy Charlesa Baudelaira.[zdroj?]
Do Záhřebu se vrátíl okolo roku 1908. O šest let později zemřel na rakovinu hrtanu. Zanechal za sebou okolo dvaceti nedokončených děl, především povídek.